# نووخوتورنویه
نووخوتورنویه (انگلیسی: Novokhutornoye) یک شهرک در بخش کراسنوگفاردیسکی استان بلگورود کشور روسیه است.